# Scytodes punctipes
Scytodes punctipes là một loài nhện trong họ Scytodidae.
Loài này thuộc chi Scytodes. Scytodes punctipes được Eugène Simon miêu tả năm 1907.